# Il turco in Italia
Il turco in Italia (dt.: Der Türke in Italien) ist eine Opera buffa (Originalbezeichnung: „dramma buffo“) in zwei Akten von Gioachino Rossini aus dem Jahr 1814. Das Libretto stammt von Felice Romani und ist eine Bearbeitung der gleichnamigen Vorlage von Caterino Mazzolà. Die Uraufführung fand am 14. August 1814 in Mailand am Teatro alla Scala di Milano statt.

## Handlung
Auf der Suche nach einem Komödienstoff beobachtet der Dichter Prosdocimo die Liebesverwicklungen in seiner Umgebung, in die er gelegentlich zynisch durch Intrigen eingreift. Fiorilla betrügt ihren Ehemann Geronio mit Narciso. Der türkische Fürst Selim verliebt sich ebenfalls in sie, versöhnt sich dann aber mit seiner früheren Geliebten, der Zigeunerin Zaida. Schließlich bereut auch Fiorilla ihre Flatterhaftigkeit und kehrt zu ihrem Gatten zurück.

### Erster Akt
Einsamer Ort außerhalb Neapels. Meeresufer. Ein Hügel auf einer Seite, Landhäuser in der Ferne, Zigeunerzelte
Szene 1–2. Der Dichter Prosdocimo hat den Auftrag, das Libretto zu einer komischen Oper zu verfassen, doch ihm fällt keine Handlung ein. Schließlich kommt er auf die Idee, ein Stück über seinen Freund Don Geronio zu schreiben, dessen junge Frau Fiorilla eine Affäre mit Don Narciso hat. Doch eine Gruppe von Zigeunern inspiriert ihn stattdessen zu einer Zigeuneroper (Introduktion: „Nostra patria è il mondo intero“).
Szene 3–4. Auch Geronio besucht das Zigeunerlager, um sich die Zukunft weissagen zu lassen (Cavatine: „Vado in traccia d’una zingara“). Die schöne Zaida und ihre Freundinnen verspotten ihn jedoch nur. Prosdocimo beobachtet die Szene und interessiert sich für Zaida. Sie erzählt ihm, dass sie einst die Geliebte eines türkischen Fürsten war, der sie aus Eifersucht zum Tode verurteilt hat. Nur mit Hilfe der Zigeuner und ihres Freundes Albazar gelang ihr die Flucht. Der Dichter verspricht, ihr dabei zu helfen, wieder mit dem Fürsten zusammenzukommen.
Szene 5–6. Am Hafen von Neapel beobachtet Fiorilla die Ankunft Selims, eines türkischen Fürsten, der das italienische Leben kennenlernen will (Cavatine Fiorilla: „Non si dà follia maggiore“ – Chor der Türken: „Voga, voga, a terra, a terra“ – Cavatinetta Selim: „Cara Italia, alfin ti miro“). Schnell verlieben sich die beiden ineinander (Duett: „Serva!“ – „Servo“).
Szene 7–8. Geronio und Narciso sind am Boden zerstört und beraten mit Prosdocimo, was nun zu tun sei. Für den Dichter steht die Entwicklung seiner Geschichte im Vordergrund, doch die beiden Gefährten weigern sich, einfach nur Marionetten in Prosdocimos Spiel zu sein (Terzett: „Un marito – scimunito!“).
Elegant möblierte Zimmer im Haus Don Geronios
Szene 9–14. Währenddessen hat Fiorilla Selim zum Kaffee eingeladen (Quartett: „Siete Turchi: non vi credo“). Geronio macht eine Szene, wird jedoch von seiner Gattin besänftigt. Selim nutzt die Freundlichkeit italienischer Ehemänner, um ein weiteres Rendezvous mit Fiorilla am Hafen zu vereinbaren. Nachdem der Nebenbuhler verschwunden ist, stellt Geronio seine Frau zur Rede, doch wieder gelingt es Fiorilla, ihren hilflosen Mann zu besänftigen (Duett: „Per piacere alla signora“).
Meeresufer. Nachts. Das verankerte Schiff Selims. Das erleuchtete Zigeunerlager
Szene 15–17. Zaida und die Zigeuner denken über die unbekannte Zukunft nach (Finale I: „Gran meraviglie“). Prosdocimo ist derweil unglücklich, dass er die aktuelle Entwicklung nicht mitverfolgen kann. Umso erfreuter ist er, als er ein Treffen von Selim und Zaida beobachten kann, bei der Selim seine einstmalige Gefährtin erkennt und wieder in Liebe zu ihr entbrennt. Doch Fiorilla überrascht die beiden Liebenden und es kommt zu einem lautstarken Streit. Mittendrin steht der Dichter, der das wilde Treiben anfeuert und freudig beobachtet – besser kann der erste Akt seiner Opera buffa nicht enden.

### Zweiter Akt
Zimmer in einem Gasthaus
Szene 1–3. Selim hat sich entschieden: Er möchte nach türkischem Brauch Fiorilla von ihrem Ehemann freikaufen. Doch Geronio lehnt mit dem Verweis auf italienische Bräuche ab. Es kommt zu gegenseitigen Drohungen (Duett: „D’un bell’uso di Turchia“). Prosdocimo, der das Gespräch beobachtet hat, stellt fest, dass sich die Geschichte länger zieht, als für sein Schauspiel gewünscht. Er braucht eine schnelle und moralische Auflösung.
Szene 4–5. Auch die Frauen können bei einem Treffen zu keiner Übereinkunft kommen (Chor und Cavatine Fiorilla: „Non v’è piacer perfetto“ – „Se il zefiro si posa“).
Szene 6–7. Fiorilla hat Selim zum Gespräch hinzugerufen. Es bleibt nur der abendliche Maskenball, um die unterschiedlichen Handlungsfäden zu entspinnen. Auf diesem Ball wollen sich Fiorilla und Selim in Verkleidung treffen und gemeinsam fliehen (Duett: „Credete alle femmine“).
Szene 8. Der Dichter überzeugt Zaida und Geronio, sich auf die gleiche Weise zu verkleiden und so Verwirrung zu stiften und die Flucht zu vereiteln. Narciso belauscht die Pläne und beschließt ebenfalls in der Verkleidung des Türken auf dem Maskenball aufzutreten (Arie: „Tu seconda il mio disegno“).
Szene 9–10. Albazar unterstützt Prosdocimo bei seinen Vorbereitungen, da er Zaida zu ihrem Glück verhelfen will (Arie: „Ah! sarebbe troppo dolce“).
Spärlich beleuchteter Ballsaal
Szene 11. Auf dem Ball (Chor: „Amor la danza mova“) hält Selim nun die verkleidete Zaida für Fiorilla, Fiorilla Narciso für Selim. Der gehörnte Ehemann Geronio kann Zaida und Fiorilla in ihrer Verkleidung nicht unterscheiden und wird zum Gespött der Ballgäste (Quintett: „Oh! guardate che accidente!“).
Szene 12. Nachdem Selim, Zaida, Narciso, Fiorilla und die anderen Gäste gegangen sind, ist Geronio verzweifelt zurückgeblieben. Prosdocimo lädt ihn zu sich ein.
Zimmer im Gasthaus wie zuvor
Szene 13–14. Prosdocimo holt zum letzten Schlag aus und überredet Geronio, zum Schein die Scheidung einzureichen. Albazar tritt dazwischen und berichtet von Selims Versöhnung mit Zaida.
Platz mit dem Haus Don Geronios
Szene 15–17. Fiorilla erfährt durch Prosdocimo von der bevorstehenden Abreise Selims und Zaidas. Vom Geliebten und vom Ehemann verlassen, verzweifelt sie (Arie: „Squallida veste, e bruna“). Prosdocimo jedoch ist begeistert über diesen Theaterstoff.
Meeresufer wie im ersten Akt. Das verankerte Schiff Selims und türkische Seeleute bei den Abreisevorbereitungen
Szene 18–19. Fiorilla bereut ihr Handeln. Damit ist die Moral gesichert und der Dichter kann zufrieden das Happy End notieren: Denn am Ende verzeiht Geronio seiner untreuen Frau (Finale II: „Son la vite sul campo appassita“).

## Gestaltung
Entgegen der Publikumsmeinung nach der Uraufführung ist dieses Werk kein bloßes Eigenplagiat von L’italiana in Algeri, sondern eine eigenständige Komposition. Es enthält auch einige gelungene Stücke, erreicht aber nicht ganz die Qualität dieses Vorgängerwerks.:43 Das Libretto weist ein hohes Niveau auf. Es wirkt wie eine Satire über den Buffo-Stil und die „Türken-Mode“.:194
Musikalisch dominieren die Ensemble-Sätze. Die Solo-Arien und -Cavatinen haben insgesamt eine geringere Qualität und stammen teilweise nicht einmal von Rossini selbst. Auffällig ist, dass für die handlungstreibende Rolle des Dichters keine einzige Arie vorgesehen ist.

### Orchester
Die Orchesterbesetzung der Oper umfasst die folgenden Instrumente:
- Holzbläser: zwei Flöten / zwei Piccoloflöten, zwei Oboen, zwei Klarinetten, zwei Fagotte
- Blechbläser: zwei Hörner, zwei Trompeten, eine Posaune
- Pauken, große Trommel
- Streicher
- Continuo

### Musiknummern
Die Oper enthält die folgenden Musiknummern:
- Sinfonia

Erster Akt
- Nr. 1. Introduktion (Zaida, Albazar, Prosdocimo, Chor): „Nostra patria è il mondo intero“ (Szene 1)
- Nr. 2. Cavatine (Geronio): „Vado in traccia d’una zingara“ (Szene 3)
- Nr. 3. Cavatine (Fiorilla): „Non si dà follia maggiore“ (Szene 5)
  - Chor: „Voga, voga, a terra, a terra“ (Szene 5)
  - Cavatinetta (Selim): „Cara Italia, alfin ti miro“ (Szene 6)
  - Duett (Fiorilla, Selim): „Serva!“ – „Servo“ (Szene 6)
- Nr. 4. Terzett (Prosdocimo, Geronio, Narciso): „Un marito – scimunito!“ (Szene 8)
- Nr. 5. Quartett (Fiorilla, Selim, Geronio, Narciso): „Siete Turchi: non vi credo“ (Szene 9)
- Nr. 6. Duett (Geronio, Fiorilla): „Per piacere alla signora“ (Szene 13)
- Nr. 7. Finale I (Chor, Zaida, Selim, Prosdocimo, Narciso, Fiorilla, Geronio, Albazar): „Gran meraviglie“ (Szene 15)

Zweiter Akt
- Nr. 8. Duett (Selim, Geronio): „D’un bell’uso di Turchia“ (Szene 2)
- Nr. 9. Chor und Cavatine (Fiorilla): „Non v’è piacer perfetto“ – „Se il zefiro si posa“ (Szene 4)
- Nr. 10. Duett (Selim, Fiorilla): „Credete alle femmine“ (Szene 7)
- Nr. 11. Accompagnato-Rezitativ und Arie (Narciso): „Intesi, ah! Tutto intesi“ – „Tu seconda il mio disegno“ (Szene 8)
- Nr. 12. Arie (Albazar): „Ah! sarebbe troppo dolce“ (Szene 10)
- Nr. 13. Chor: „Amor la danza mova“ (Szene 11)
- Nr. 14. Quintett (Geronio, Narciso, Zaida, Selim, Fiorilla, Chor): „Oh! guardate che accidente!“ (Szene 11)
- Nr. 15. Accompagnato-Rezitativ und Arie (Fiorilla, Chor): „I vostri cenci vi mando“ – „Squallida veste, e bruna“ (Szene 16)
- Nr. 16. Finale II (Fiorilla, Geronio, Prosdocimo, Chor, Selim, Zaida, Narciso): „Son la vite sul campo appassita“ (Szene 18)

### Übernahmen
Aus Zeitgründen komponierte Rossini einige Stücke nicht selbst. Diese stammen möglicherweise von Vincenzo Lavigna, dem „Maestro al Cembalo“ der Uraufführung. Dazu zählen sämtliche Secco-Rezitative, die Arien des Geronio (Nr. 2) und des Albazar (Nr. 12) sowie das Finale des zweiten Akts.:42f
Der Zigeunerchor am Anfang der Oper basiert auf der Arie der Lucilla „Sento talor nell’anima“ aus La scala di seta.:161 Das Thema des Duetts Nr. 6 „Per piacere alla signora“ stammt aus Il signor Bruschino.:42
Später verarbeitete Rossini die Musik der Ouvertüre noch zweimal für Sigismondo und Otello.:42 Mehrere Stücke nutzte er für La gazzetta. Dazu gehören das Duett Geronio/Fiorilla „Per piacere alla signora“ (Nr. 6), der Chor „Amor la danza mova“ (Nr. 13) und das Quintett „Oh! guardate che accidente!“ (Nr. 14).:63

### Musik
In der Literatur werden die folgenden Nummern besonders hervorgehoben:
- Nr. 4. Terzett (Prosdocimo, Geronio, Narciso): „Un marito — scimunito!“[1]:42 Eingerahmt von einer Orchestermelodie über langgezogenen Bassnoten, „geschickt variierte Buffo-Deklamation, verschrobene Modulationen und die elegante Einfügung von Phrasen aus der Ouvertüre der Oper“[2]:196
- Nr. 5. Quartett (Fiorilla, Selim, Geronio, Narciso): „Siete Turchi“[1]:42[2]:196
- Nr. 6. Duett (Geronio, Fiorilla) „Per piacere alla signora“.[1]:42 Mehrdeutige scherzhaft-ernste Stimmung, als Fiorilla vorgibt, zu weinen.[2]:196
- Nr. 7. Finale I mit hübschen Arien der Fiorilla, z. B. „Chi servir non brama Amor“[1]:42
- Nr. 8. Duett (Selim, Geronio): „D’un bell’uso di Turchia“. Ein Buffo-Duett mit Crescendo-Effekt zum brillanten Schluss.[1]:42
- Nr. 9. Cavatine (Fiorilla): „Se il zefiro si posa“ mit folkloristischem Charme[1]:42
- Nr. 14. Quintett: „Oh! guardate che accidente!“[1]:42f Der Höhepunkt der Oper, „ein zweideutiger Satz, nicht zu bremsen in seiner Brillanz, sehr lustig, aber auch ziemlich herzlos“.[2]:197

## Werkgeschichte
Rossini erhielt den Auftrag zu Il turco in Italia, mit dem die Herbstspielzeit 1814 eröffnet werden sollte, vom Mailänder Teatro alla Scala, wo nur wenige Monate zuvor sein Aureliano in Palmira mit mäßigem Erfolg aufgeführt worden war. Er erhielt dafür ein Honorar von 800 Franc.:49 Das Libretto stammt von Felice Romani und ist eine Bearbeitung der gleichnamigen Vorlage von Caterino Mazzolà, die 1788 von Franz Seydelmann für die Oper in Dresden vertont wurde.:41 Inhaltlich handelt es sich um eine Art Umkehrung von Rossinis Oper L’italiana in Algeri, denn hier wird nicht eine Italienerin nach Algerien versetzt, sondern ein Türke nach Italien. Zusätzlich wird durch die Figur des Dichters eine „Distanzierung und inhaltliche Brechung“ geschaffen, die an die Werke Luigi Pirandellos erinnert.:195 Romani berücksichtigte bei seiner Arbeit die Änderungswünsche Rossinis. Er übernahm für seine Version die grundlegende Personalkonstellationen und das Grundgerüst der Handlung von Mazzolàs Vorlage, konzentrierte sich aber mehr auf die Personen Fiorilla und Selim und erhöhte die Zahl des Ensembles.
Bei der Uraufführung am 14. August 1814 im Teatro alla Scala in Mailand spielte das Orchester unter der Leitung des Konzertmeisters („Primo Violino, Capo d’Orchestra“) Alessandro Rolla. „Maestro al Cembalo“ war Vincenzo Lavigna. Das Bühnenbild stammte von Pasquale Canna. Zusammen mit der Oper wurde das Ballett Ifigenia in Tauride mit einer Choreographie von Urbano Garzia und einem Bühnenbild von Giovanni Perego aufgeführt. Es sangen Luigi Pacini (Don Geronio), Francesca Maffei Festa (Fiorilla), Filippo Galli (Selim), Giovanni David (Narciso), Pietro Vasoli (Prosdocimo), Adelaide Carpano (Zaida) und Gaetano Pozzi (Albazar). Das Werk wurde insgesamt zwölfmal gegeben.:50 Dennoch gilt die Aufführung als Misserfolg, da man die neue Oper als Abklatsch von L’italiana in Algeri empfand. Einem Bericht im Corriere milanese zufolge rief ein Herr im Publikum laut „Potpourri, potpourri!“.:50
Nach der Uraufführung komponierte Rossini mit einer Alternativ-Arie der Fiorilla und der Arie des Narciso im zweiten Akt zwei neue Musiknummern.
1814/1815 folgten Aufführungen im Teatro della Pergola in Florenz sowie 1815 eine Inszenierung des Teatro Valle in Rom, die Rossini persönlich beaufsichtigte. Sie wurde dort ab dem 7. November aufgrund des großen Erfolgs einen ganzen Monat gespielt.:427 Anschließend gab es bis 1853 viele weitere Aufführungen in italienischen Städten, teils auch unter anderen Titeln wie Il tutore deluso (Vicenza 1816) oder La capricciosa corretta (Rom 1819).:41
Die deutsche Erstaufführung fand am 30. November 1816 in Dresden statt. In deutscher Sprache wurde die Oper erstmals am 23. April 1819 in Stuttgart gegeben. Die Übersetzung stammte von Franz Carl Hiemer.
In London wurde das Werk am 19. Mai 1821 in italienischer Sprache im His Majesty’s Theatre gegeben und am 1. Mai 1827 in einer englischen Übersetzung als The Turkish Lovers am Theatre Royal, Drury Lane. In New York erschien es am 14. März 1826.:41 Im Mai 1830 dirigierte Rossini persönlich eine einaktige Fassung im Privattheater des Marchese Francesco Sampieri.:199
Lange Zeit wurde die Oper in verstümmelten oder entstellten Fassungen gespielt. In Frankreich und England erschienene Klavierauszüge enthielten gar Stücke anderer Komponisten.:50
In der zweiten Hälfte des 19. Jahrhunderts verschwand Il turco in Italia von den Spielplänen, bis sie 1950 mit Maria Callas als Fiorilla in Rom wieder aufgeführt wurde.:41 1981 erschien eine kritisch revidierte Ausgabe von Margaret Bent. Inzwischen wird die Oper wieder häufig gespielt:427 und gilt als einer der „prägnantesten und anspruchsvollsten Versuche Rossinis im Bereich der Opera buffa“.:33

## Aufnahmen
Il turco in Italia ist vielfach auf Tonträger erschienen. Operadis nennt 20 Aufnahmen im Zeitraum von 1954 bis 2009. Daher werden im Folgenden nur die in Fachzeitschriften oder Opernführern besonders ausgezeichneten Aufnahmen aufgeführt.
- 1954 (stark gekürzt): Gianandrea Gavazzeni (Dirigent), Orchester und Chor des Teatro alla Scala Mailand. Nicola Rossi-Lemeni (Selim), Maria Callas (Fiorilla), Franco Calabrese (Geronio), Nicolai Gedda (Narciso), Mariano Stabile (Prosdocimo), Jolanda Gardino (Zaida), Piero de Palma (Albazar). EMI CD: 7 49344 2 (2 CD), EMI LP: 3C 163-00978/80, Naxos historical 8.111028-29 (2 CD), Cantus Classics 500837 (2 CD). CD-Tipp der Zeitschrift opernwelt: „künstlerisch wertvoll“.[8][12]:15620
- 1997: Riccardo Chailly (Dirigent), Orchester und Chor des Teatro alla Scala Mailand. Michele Pertusi (Selim), Cecilia Bartoli (Fiorilla), Alessandro Corbelli (Geronio), Ramón Vargas (Narciso), Roberto de Candia (Prosdocimo), Laura Polverelli (Zaida), Francesco Piccoli (Albazar). DECCA CD: 458 924-2. CD-Tipp der Zeitschrift opernwelt: „künstlerisch wertvoll“.[8][12]:15631